# Kanuslalom-Weltmeisterschaften 1973
Die Kanuslalom-Weltmeisterschaften 1973 fanden 1973 in Muotathal in der Schweiz statt.

## Ergebnisse

### Einer-Kajak
Männer:
| Platz | Land | Sportler           |
| ----- | ---- | ------------------ |
| 1     | AUT  | Norbert Sattler    |
| 2     | GDR  | Siegbert Horn      |
| 3     | POL  | Wojciech Gawronski |

Frauen:
| Platz | Land | Sportler            |
| ----- | ---- | ------------------- |
| 1     | GDR  | Sybille Spindler    |
| 2     | POL  | Maria Ćwiertniewicz |
| 3     | GDR  | Martina Falke       |

### Einer-Kajak-Mannschaft
Männer:
| Platz | Land | Sportler                                             |
| ----- | ---- | ---------------------------------------------------- |
| 1     | GDR  | Siegbert Horn Chritian Döring Wolfgang Büchner       |
| 2     | POL  | Stanislaw Majerczak Jerzy Stanuch Wojciech Gawronski |
| 3     | FRA  | Eric Koechlin Michel Magdinier Claude Peschier       |

Frauen:
| Platz | Land | Sportler                                           |
| ----- | ---- | -------------------------------------------------- |
| 1     | USA  | Louise Holcombe Lynn Ashton Candice Clark          |
| 2     | SUI  | Elsbeth Käser Danielle Kamber Eva Karel-Zimmermann |
| 3     | GDR  | Marion Baumann Martina Falke Sybille Spindler      |

### Einer-Canadier
Männer:
| Platz | Land | Sportler       |
| ----- | ---- | -------------- |
| 1     | GDR  | Reinhard Eiben |
| 2     | TCH  | Karel Třešňák  |
| 3     | GDR  | Udo Müller     |

### Einer-Canadier-Mannschaft
Männer:
| Platz | Land | Sportler                                     |
| ----- | ---- | -------------------------------------------- |
| 1     | TCH  | Karel Třešňák Jaroslav Radil Petr Sodomka    |
| 2     | GDR  | Reinhard Eiben Peter Massalski Udo Müller    |
| 3     | GER  | Walter Horn Josef Schumacher Wolfgang Peters |

Mixed:
| Platz | Land | Sportler                            |
| ----- | ---- | ----------------------------------- |
| 1     | USA  | Carol Knight Dave Knight            |
| 2     | USA  | Barbara Holcombe Norman Holcombe    |
| 3     | NED  | Ria van Stipdonk Peter van Stipdonk |

### Zweier-Canadier
Männer:
| Platz | Land | Sportler                         |
| ----- | ---- | -------------------------------- |
| 1     | TCH  | Jiří Krejza/Jaroslav Pollert     |
| 2     | GDR  | Jürgen Kretschmer/Klaus Trummer  |
| 3     | GER  | Willi Baues/Hans-Otto Schumacher |

### Zweier-Canadier-Mannschaft
Männer:
| Platz | Land | Sportler                                                                    |
| ----- | ---- | --------------------------------------------------------------------------- |
| 1     | GER  | Scheffer/Steinschulte Wilhelm Baues/Hans-Otto Schumacher Reimann/Fricke     |
| 2     | TCH  | Antonín Brabec/František Kadaňka Havela/Machat Jiří Krejza/Jaroslav Pollert |
| 3     | GDR  | Köhler/Kraeft Jürgen Kretschmer/Klaus Trummer Grabowski/Raschke             |

## Medaillenspiegel
| Platz  | Land                            | Gold | Silber | Bronze | Gesamt |
| ------ | ------------------------------- | ---- | ------ | ------ | ------ |
| 1      | Deutsche Demokratische Republik | 3    | 3      | 4      | 10     |
| 2      | Tschechoslowakei                | 2    | 2      | -      | 4      |
| 2      | Vereinigte Staaten              | 2    | 1      | -      | 3      |
| 4      | Deutschland                     | 1    | -      | 2      | 3      |
| 5      | Österreich                      | 1    | -      | -      | 1      |
| 6      | Polen                           | -    | 2      | 1      | 3      |
| 7      | Schweiz                         | -    | 1      | -      | 1      |
| 8      | Niederlande                     | -    | -      | 1      | 1      |
| 8      | Frankreich                      | -    | -      | 1      | 1      |
| Gesamt | Gesamt                          | 9    | 9      | 9      | 27     |